# Lista per Fiume
La Lista per Fiume (en croate: Lista za Rijeku, ce qui signifie Liste pour Rijeka) est un parti politique régional croate. Son but est d'obtenir la création d'une région croate de Liburnie, qui s'étendrait de l'Istrie jusqu'à Zadar avec Rijeka comme capitale. Fondé en 2006, le parti est principalement actif dans la ville de Rijeka et dans les alentours. Il compte deux sièges au conseil municipal de Rijeka depuis 2013 et huit de ses membres siègent dans les conseils de district de la ville.
Un de ses membres, Lucio Slama, s'est présenté en 2007 comme candidat au Sabor comme représentant de la minorité nationale italienne mais il n'a pas été élu.
Le parti est membre de l'alliance libre européenne depuis 2010.